# 76 (film)
76 è un film storico del 2016 diretto da Izu Ojukwu; è ispirato al fallito tentativo di colpo di Stato del 1976 in Nigeria.